# جرسی‌تاون (پنسیلوانیا)
جرسی‌تاون (به انگلیسی: Jerseytown) یک منطقهٔ مسکونی در ایالات متحده آمریکا است که در شهرستان کلمبیا، پنسیلوانیا واقع شده‌است. جرسی‌تاون ۱٫۹ کیلومتر مربع مساحت و ۱۸۴ نفر جمعیت دارد و ۱۹۰٫۵ متر بالاتر از سطح دریا واقع شده‌است.